# Nardo di Cione

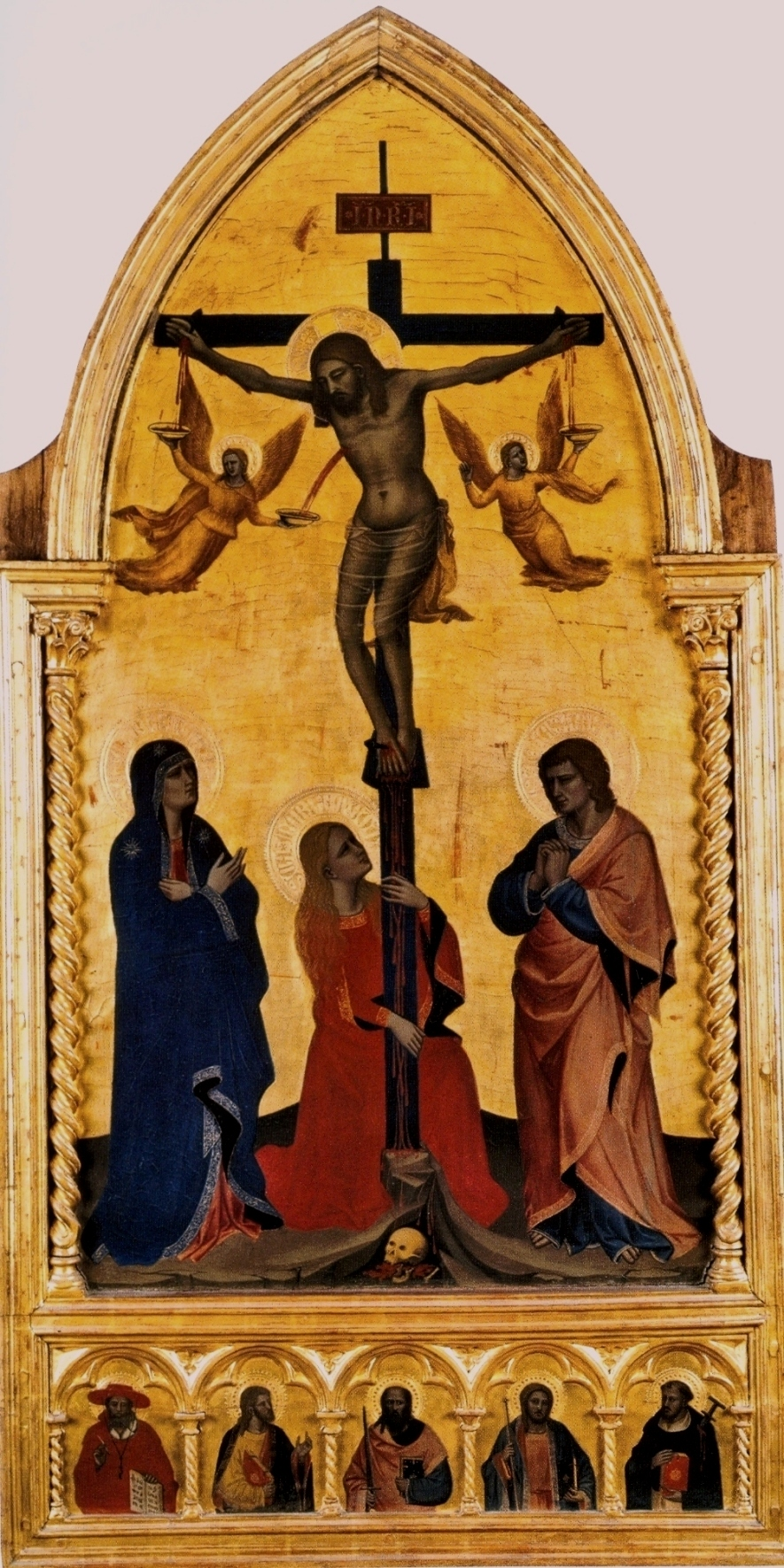
Di Ciones Crucifixion, Uffizierna, Florens.

Nardo di Cione, död omkring 1365, var en italiensk konstnär. Han var far till Mariotto di Nardo.
Han anses vara upphovsman till väggmålningarna i Cappella Strozzi vid Santa Maria Novella, Yttersta domen, Paradiset och Helvetet. I innehållet följer han Dante Alighieris skildringar, särskilt i den sista bilden. Några få tavelmålningar, spridda i Europas museer, tillskrivs Nardo di Cione.